# Зигас, Винсент
Винсент Зигас (1920–1983) —  медицинский работник округа Каинанту австралийской подопечной территории Папуа — Новая Гвинея в 1950-х годах. Одним из первых западных ученых начал исследовать болезнь куру, распространенную среди местных жителей.  
Родился в Таллинне, Эстония, в 1920 году; о его молодости мало что известно. Сообщается, что он изучал медицину в ряде европейских университетов, в том числе в Каунасе, Кенигсберге, Бреслау и Гамбурге, и говорил на нескольких языках. В 1948 году  переехал в Австралию. В 1950 году, после четырехмесячного курса в Австралийской школе тихоокеанского управления, в которой преподавали Камилла Веджвуд и Джеймс Маколи,   отправился в Папуа-Новую Гвинею , где он был единственным врачом в своем регионе. Именно здесь до него стали доходить слухи об уникальной болезни, характеризующейся дрожью тела, атаксией и неконтролируемым смехом, встречающейся только у племени форе. Загадочную болезнь местные жители приписывали колдовству. Слухи побудили его  начать изучение этой болезни, которую местные жители называли куру, что означает «дрожать».
Этими исследованиями заинтересовался известный вирусолог  Дениел Гайдусек. В 1957 году Зигас познакомил Гайдусека с племенем форе. После проведения вскрытий и попыток лечения и совместного изучения болезни, Зигас и Гайдусек опубликовали статью «Дегенеративное заболевание центральной нервной системы в Новой Гвинее — эндемическое распространение куру среди коренного населения» в Медицинском журнале Новой Англии в ноябре 1957 г.. Авторы могли только строить предположения о причине болезни и способах её передачи.  Статья вызвала интерес к болезни куру и  положила начало её дальнейшим исследованиям. Спустя годы Зигас опубликовал две автобиографические книги о своем пребывании в Папуа-Новой Гвинее, где описал куру. Первая — «Auscultation of Two Worlds» — была опубликована в 1978 году,  вторая — «Laughing Death » — в 1999 году.